# Primo Lucchesi
Primo Lucchesi (Camaiore, 2 giugno 1912 – Roma, 2 ottobre 1985) è stato un politico italiano.